# Сипаров, Сергей Викторович
Серге́й Ви́кторович Сипа́ров (18 апреля 1954, Ленинград — 29 октября 2021, Санкт-Петербург) — доктор физико-математических наук, профессор кафедры физики Академии гражданской авиации, Почётный работник высшего профессионального образования Российской Федерации, известен как автор Анизотропной Геометродинамики (АГД), являющейся одной из теорий гравитации.

## Биография
Сергей Викторович Сипаров родился в Ленинграде 18 апреля 1954 года. С 1961 года по 1971 год обучался в ленинградской, так называемой, английской школе № 24, которую закончил с золотой медалью. Далее, с 1971 по 1977 стал студентом физического факультета ЛГУ со специализацией «теоретическая физика».
По распределению попал в Арктический и антарктический научно-исследовательский институт, откуда откомандировывался в 77-79 годах для работы на дрейфующих станциях Северный полюс-23 и Северный полюс-24. Принимал участие в высокоширотных воздушных экспедициях «Север». В качестве инженера-исследователя Сергей Сипаров проработал до 1981 года.
Далее было поступление в аспирантуру Технологического института (ЛТИ) имени Ленсовета. По окончании, в 1984 году, успешно защитил кандидатскую диссертацию и ему было предложено остаться в ЛТИ им. Ленсовета для работы в качестве младшего научного сотрудника.
Начиная с 1986 года и до выхода на пенсию в 2014 году основная трудовая деятельность Сергея Викторовича была связана с Ленинградской Академией гражданской авиации (АГА), где он стал доктором физико-математических наук (2003 г.) и профессором кафедры физики (2005 г.).
Сергей Викторович скоропостижно скончался вечером 29 октября 2021 года в результате инсульта. Прощание и отпевание прошло 3 ноября в Санкт-Петербургском крематории.

### Интересы
Ведя разносторонний спортивный образ жизни и увлекаясь горным туризмом, Сергей Сипаров совершил восхождения на Казбек, Эльбрус, Пик Е. Корженевской, Пик Мак-Кинли, Килиманджаро. В 1988 году принимал участие в спасательных работах после Спитакского землетрясения в Армении. В 2004 году участвовал в киноэкспедиции «Пирамиды Египта». Сотрудничал с Андреем Скляровым и созданной им Лабораторией Альтернативной Истории (ЛАИ).

## Научный вклад

### Оптико-метрический параметрический резонанс (ОМПР)
Теория оптико-метрического параметрического резонанса (ОМПР), предложенная в 2003 году, в основе которой лежат наблюдения радиоастрономической обсерватории РАН в Пущино, даёт возможность косвенно обнаружить гравитационные волны от периодических астрофизических источников.

### Анизотропная геометродинамика (АГД)
Теория АГД, предложенная в 2011 году и являющаяся одной из теорий гравитации, построена путём геометризации физики математическим методом. В основе подхода лежат идеи английского математика Уильяма Клиффорда, которые представляя физическую реальность, как анизотропное пространство, позволяют провести аксиоматизацию механики без использования понятия «силовое поле».
АГД теория хорошо согласуется с наблюдаемыми кривыми вращения спиральных галактик и объясняет эмпирическую зависимость Талли — Фишера. Теория объясняет также наблюдаемые эффекты мазеров (эффект ОМПР).

## Награды
- 2008 г. — грамота Министерство образования и науки Российской Федерации
- 2013 г. — знак Министерство образования и науки Российской Федерации и звание «Почётный работник высшего профессионального образования Российской Федерации»

## Основные публикации
- С. В. Сипаров Закон гравитации и модель источника в анизотропной геометродинамике. [S.Siparov. Gravitation law and source model in the anisotropic geometrodynamics]. arXiv: [gen-ph] 1001.1501, (2010).
- S.Siparov On the possibility of the OMPR signal observation in the space maser radiation. [С. В. Сипаров. О возможности наблюдения сигнала ОМПР в излучении космического мазера]. AAT, 2010, Vol. 27, pp. 1-7
- Siparov S.V. Anisotropic geometrodynamics for cosmological problems. Proc. PIRT-09, p.58, Moscow, 2009.
- С. В. Сипаров Закон гравитации и модель источника в анизотропной геометродинамике. Гипергеом. числа в геом. и физ. 2(12), т.6, с.140-160, 2009.
- Сипаров С. В., Самодуров В. А. Выделение составляющей излучения космического мазера, возникающей из-за гравитационно-волнового воздействия. Компьютерная оптика 33 (1), 2009, стр.79
- S.V.Siparov, V.A.Samodurov Periodical component found in the space maser signal and its interpretation. [Сипаров С. В. Самодуров * А. Периодическая компонента, обнаруженная в сигнале космического мазера, и её интерпретация]. arXiv:0904.1875 [astro-ph], 2009
- С. В. Сипаров К вопросу об анизотропной геометродинамике. Гипергеом. числа в геом. и физ. 10, с.64-75, 2008.
- S.Siparov Introduction to the problem of anisotropy in geometrodynamics. [С.Сипаров. Введение в проблему анизотропии в геометродинамике]. ArXiv:0809.1817 v3 10 Sep 2008 [gr-qc].
- S.Siparov Theory of the zero order effect suitable to investigate the space-time geometrical properties. [С. В. Сипаров. Теория эффекта нулевого порядка, пригодного для исследования геометрических свойств пространства-времени]. Acta Mathematica APN, 24(1), p.135, 2008
- S.Siparov Two-level atom in the field of the gravitational wave: on the possibility of the parametric resonance. [С. В. Сипаров. Двухуровневый атом в поле гравитационной волны: о возможности параметрического резонанса]. Astronomy and Astrophysics, v.416 p.815-824, 2004
- S.Siparov Structural phase transition in the process of an A60 cluster formation. Phys. Rev. E, 66, 016109 (2002)
- S.Siparov C60 fullerene, (H2O)60 water and other similar clusters. Phys. Rev. E, 64, 016111 (2001)
- Сипаров С. В. Модель динамики кромки ледяного поля при воздействии горизонтальной нагрузкой. Изв. АН «Физика атмосферы и океана», т.35, с.153-158, 1999
- S.Siparov Space maser as an instrument to detect the gravitational waves. [С. В. Сипаров. Космический мазер как инструмент для детектирования гравитационных волн]. Proc. PIRT-98, London, 1998
- S.Siparov Resonance fluorescence in the two-level system and optic-mechanical parametric resonance. [С. В. Сипаров. Резонансная флуоресценция в двухуровневой системе и оптико-механический параметрический резонанс]. J. Phys. B, 31, No.3, 415 (1998)
- S.Siparov Low-frequency external action on a two-level atom in resonant field. [С. В. Сипаров. Низкочастотное внешнее воздействие на двухуровненвый атом в резонансном поле]. Phys. Rev. A, 55, 3704, (1997)
- А. Я. Казаков, С. В. Сипаров Сила, действующая на атом при параметрическом резонансе. Опт. и спектроск. т. 83, No. 6, стр. 961, 1997
- S.Siparov Method of optic-mechanical parametric resonance for the search of gravitational waves. [С. В. Сипаров. Метод оптико-механического параметрического резонанса для поиска гравитационных волн]. Proc. Conf. «Physical Interpretations of Relativity Theory», London, 1996
- С. В. Сипаров Метод оптико-механического параметрического резонанса для детектирования гравитационных волн. Труды конф. «Теоретические и экспериментальные проблемы гравитации», Новгород, 1996, с.191
- Kuznetsov B.M., Siparov S.V. Magnetometric monitoring of the volcanic activity. Int. Conf. on the Problems of Geocosmos. June 17-23, 1996, St-Petersburg, Russia, p.126.
- Kuznetsov B.M., Siparov S.V. Volcano surface magnetic effects due to the volcanic activity changes Int. Conf. on Geophysics, Grenoble, 1994
- Сипаров С. В., Тюрин Б. Ф., Стельмаков Э. С., Новожилов К. А. Влияние вращения грузов, подвешенных под вертолётом, на их амплитудно-частотные характеристики. Изв. ВУЗов «Авиационная техника», N4, с.81-85, 1993
- Сипаров С. В. Стабилизация груза на внешней подвеске вертолёта. Известия ВУЗов «Авиационная техника», No1, с.84, 1991
- Протодьяконов И. О., Сипаров С. В. Механика процесса адсорбции в системах газ-твердое тело Л. «Наука», 1985
- Гладков М. Г., Сипаров С. В. Связь скорости деформации с максимальной прочностью образцов морского льда. Сб. «Борьба с ледовыми затруднениями», ВНИИГ им. Веденеева, Ленинград, 1984